# Bolsa de cadáveres
Body Bags (en España Bolsa de cadáveres, en México Inquilinos de la Morgue) es un telefilme estadounidense de ciencia ficción y terror estrenado el 8 de agosto de 1993. Dirigido por John Carpenter, Tobe Hooper y Larry Sulkis. Integrada por tres historias se trata de una película de antología, similar en estructura a Creepshow (1982) dirigida por George A. Romero, cuyo hilo conductor es el personaje encarnado por Carpenter a la sazón el forense de una morgue que rememora algunos de los casos más célebres de su trabajo.
La película alcanzó notoriedad por la aparición de varios famosos: la primera historia (“Gas Station”) está protagonizada por Robert Carradine, como un asesino en serie, y en cuyo elenco también figuran Sam Raimi y Wes Craven; la segunda historia (“Hair”) la protagoniza Stacy Keach quien recibe un trasplante de cabello a raíz del cual es infectado con un parásito alienígena; la tercera historia (“Eye”) está protagonizada por Mark Hamill quien encarna un jugador de béisbol que, tras perder uno de sus ojos, en un accidente automovilístico y recibe uno trasplantado, pero al recibir el ojo también recibe la personalidad del donante, un asesino de mujeres.
La cinta obtuvo 4 nominaciones incluyendo la de mejor película en el Festival Fantasporto 1994.

## Argumento
La película empieza con la historia “Gas Station” en la cual un asesino en serie intenta atormentar a Anne una estudiante de psicología que trabaja en el turno de noche en la gasolinera cercana a Haddonfield, Illinois. El asesino ha escapado de una clínica mental y es buscado por la policía. Al enterarse de esto Bill deja encargada a Anne del lugar y le pide que tenga cuidado. Pasado un tiempo Anne sospecha que el asesino está cerca e intenta llamar a la policía sin lograrlo, pues las líneas están cortadas. Al buscar encuentra en el vestuario de Bill un cuerpo sin vida, ella piensa que es Bill y sospecha que el asesino tras matarlo ha cogido su uniforme. Mientras esto ocurre, “Bill”, con un machete, intenta asesinar a Anne, pero es salvada por un cliente que regresaba por su tarjeta de crédito. Entre los dos (Anne y el cliente), parten al asesino en dos y huyen. 
Luego continúa con la historia “Hair” en la cual se narra cómo a Richard se le empieza a caer el pelo e intenta buscar la mejor solución, pues no quiere quedarse calvo y perder a su novia Megan. Después de varios intentos decide experimentar la fórmula del Dr Lock, el cual habla en televisión sobre un “milagro” que le hará volver a tener pelo como antes. Richard se efectúa una cirugía y al día siguiente, cuando se quita el vendaje, ve que su pelo ha crecido pero no tal cual lo tenía antes sino como vello púbico. Pasados los días Richard se comienza a sentir cansado y un poco mal y, además, le comienza a salir pelo en la palma de las manos. Intenta cortarlo pero se da cuenta de que su pelo sangra porque su nuevo pelo vive. Richard vuelve a visitar al Dr. Lock para pedir una explicación y el Dr. Lock le dice que todos en su consultorio son alienígenas que se alimentan de seres humanos narcisistas y que, al sembrar cabello en los humanos, roban parte de su cuerpo para consumirlo y difundir su esencia alienígena.  
La tercera historia, “Eye”, trata sobre la historia del beisbolista Brent Matthews, quien tiene un accidente automovilístico en la noche y pierde su ojo derecho. Dado que necesita su ojo para continuar con su carrera profesional decide realizarse una operación experimental para implantarse un nuevo ojo cuyo donante es un asesino en serie. Al principio todo esta normal pero con el tiempo Brent empieza a ver cosas extrañas por su ojo derecho lo cual pone en peligro no solo a él sino también a su esposa Cathy: comienza a tener pesadillas en las cuales él está asesinando mujeres y manteniendo relaciones con ellas. Brent regresa a donde el doctor a contarle lo sucedido y él le confirma que esto era lo que ocurría con el asesino quien fue ejecutado por asesinar a mujeres y tener relaciones con sus cuerpos sin vida. Cuando llega a casa a contarle lo sucedido a su esposa el espíritu del asesino se apodera del jugador e intenta asesinar a su esposa. Al ver lo que acaba de hacer, intenta cortar su ojo para desprenderse del espíritu maligno del asesino pero termina muriendo desangrado.

## Elenco
- John Carpenter - Juez – Empleado en la morgue
- Tom Arnold - Trabajador de la morgue #1
- Tobe Hooper - Trabajador de la morgue #2

Segmento "Gas Station"
- Robert Carradine - Bill
- Alex Datcher - Anne
- Peter Jason - Caballero
- Molly Cheek - Divorciada
- Wes Craven - Hombre al frente
- Sam Raimi - Bill muerto
- David Naugton - Pete
- George Flower - El extraño
- Lucy Boryer - Peggy
- Roger Rooks - Reportero de TV

Segmento "Hair"
- Stacy Keach - Richard Coberts
- David Warner - Dr. Lock
- Sheena Easton - Megan
- Dan Blom - Dennis
- Attila - Hombre con buen pelo
- Kim Alexis - Mujer con pelo hermoso
- Greg Nicotero - Hombre con el perro
- Deborah Harry - Enfermera

Segmento "Eye"
- Mark Hamill - Brent Matthews
- Twiggy - Cathy Matthews
- John Agar - Dr. Lang
- Roger Corman - Dr. Bregman
- Charles Napier - Entrenador de béisbol
- Eddie Vélez - Jugador de béisbol
- Betty Muramoto - Bibliotecaria
- Bebe Drake - Enfermera
- Sean McClory - Ministro
- Robert Lewis Bush - Hombre
- Gregory Alpert - Técnico
- Martine LeBlanc - Cathy Zombie

## Crítica
La película obtiene críticas favorables en los portales de información cinematográfica y entre la crítica profesional. En IMDb con 10.852 votos obtiene una puntuación de 6,1 sobre 10. En FilmAffinity con 2.346 valoraciones obtiene una puntuación de 5,6 sobre 10. En el agregador de críticas Rotten Tomatoes tiene la calificación de "fresco" para el 67% de las 12 críticas profesionales y para el 38% de las más de 1.000 valoraciones de sus usuarios.
La revista Fotogramas, además de otorgarle en su crítica de 2008 3 estrellas de 5, la incluye en sus reportajes "Las 15 mejores películas de John Carpenter, maestro del terror" y "Las 10 mejores películas de Tobe Hooper". Alex Vo, de Rotten Tomatoes, la incluyó entre las mejores películas de Tobe Hooper a la altura de Poltergeist (1982), The Texas Chainsaw Massacre (1974), Salem’s Lot (1979) y Lifeforce (1985). La revista Time Out se refirió a la película como “un intento amateur por emular Cuentos de la cripta”. Tony Scott para Variety reseñó que "ninguno de los tres dramas rompe barreras, y la escritura es superficial, pero las producciones son buenas, el reparto interesante".